# Abtei Clear Creek

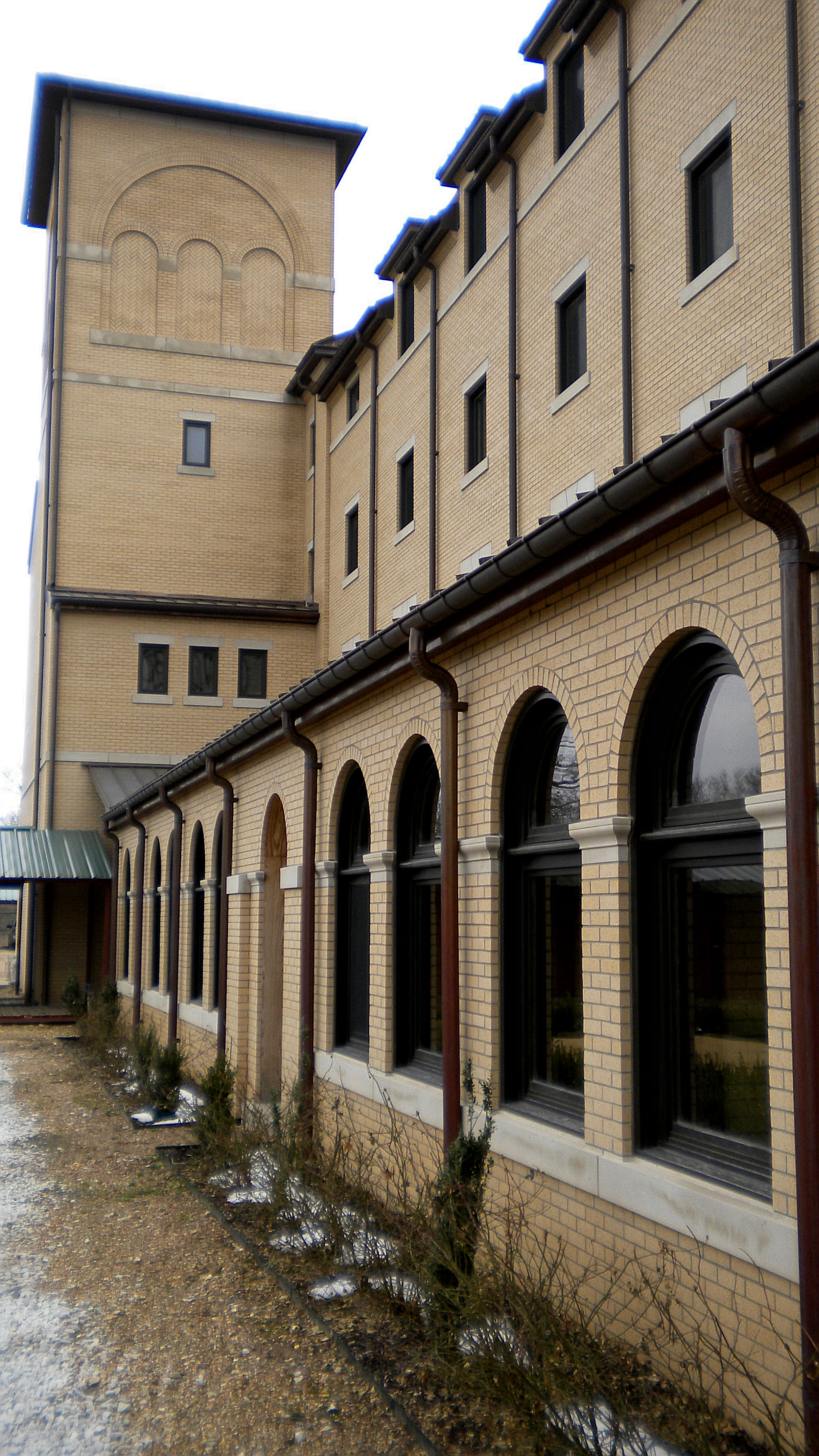
Abtei Clear Creek

Die Abtei Unserer Lieben Frau von der Verkündigung in Clear Creek ist eine Abtei der Benediktinerkongregation von Solesmes in Hulbert, Oklahoma, USA.

## Geschichte
Anfang der 1970er Jahre beschäftigten sich Studenten der University of Kansas, darunter mehrere zum Katholizismus konvertierte Personen, aus gesellschaftspolitischem und religiösen Interesse mit mittelalterlichen benediktinischen Klöstern und wünschten sich die Gründung solcher Einrichtungen auch in den USA. Eine Gruppe von 31 männlichen, weißen Amerikanern besuchte 1972 für längere Zeit die altritualistische Benediktiner-Abtei Fontgombault in Frankreich, und etwa ein Dutzend von ihnen traten letztlich dort ein. In den 1990er Jahren kehrten diese Mönche mit Erlaubnis der Abtei und auf Einladung des Bischofs Edward J. Slattery in ihre Heimat zurück und gründeten 1999 zusammen mit einigen französischen und kanadischen Mitbrüdern das Kloster Our Lady of Clear Creek im Osten von Oklahoma als abhängiges Priorat von Fontgombault.
Wie auch in dem französischen Mutterkloster, dessen Gebräuche die Amerikaner kopierten, wird die Heilige Messe im Alten Usus gefeiert und das Offizium in der vor der Liturgiereform des Zweiten Vatikanischen Konzils üblichen Form gebetet. Dazu gehört, dass das Chorgebet mit sämtlichen Horen in seiner vollständigen Form zu den altüberlieferten Uhrzeiten, d. h. siebenmal am Tag und einmal in der Nacht, verrichtet wird. Zum traditionellen benediktinischen Lebensstil der Mönche gehört auch eine strikte Observanz der Benediktusregel einschließlich des strengen Schweigegebots. Das Kloster verfolgt keine apostolischen Aktivitäten, sondern widmet sich im Sinne des benediktinischen Leitspruchs Ora et labora vollständig dem Gebet und der körperlichen Arbeit, vor allem in der Landwirtschaft. Eine 2007 beantragte und 2009 zugesagte Sendefrequenz für eine Bildungsradiostation wurde dem Kloster 2011 nach einem Einspruch der Cherokee Nation entzogen. Wie in Klöstern vor der Reform des Ordenslebens im Gefolge des Zweiten Vatikanischen Konzils üblich, gibt es in Clear Creek zwei Klassen von Mönchen, Chormönche (Priestermönche) und Konversen (Laienbrüder, die weniger beten, nicht studieren dürfen und dafür mehr arbeiten).
Die Mönche lebten nach der Gründung des Klosters zunächst auf einer für ihre Bedürfnisse umgebauten Ranch auf dem Klostergelände. Für Um- und Anbauten verwendeten sie das selbst eingeschlagene Holz aus den umliegenden Wäldern. Die Realisierung des im Auftrag der Mönche von dem Architekten Thomas Gordon Smith von der University of Notre Dame geplanten Klosterbaus in einem neoklassischen, an neuromanische Vorbilder angelehnten Baustil, für den Baukosten in Höhe von 24 Millionen Dollar veranschlagt sind, begann im Jahr 2003. Fertig gestellt waren im Jahr 2010 ein mehrgeschossiger Wohnflügel und die Krypta der künftigen monumentalen Abteibasilika. Die Krypta, wo die Mönche seither ihre Gebetszeiten und Gottesdienste feiern, wurde im Jahr 2008 von Bischof Slattery eingeweiht. Dank einer Großspende aus dem Jahr 2009 konnte bis 2011 die Westfassade und das Hauptschiff der Kirche bis zur Hälfte der geplanten Höhe aufgerichtet werden. Die Finanzierung für den Weiterbau des Ostabschnitts der Abteikirche wurde 2016 gesichert.
Am 11. Februar 2010 erhielt das Kloster, das im Bistum Tulsa liegt, den kirchenrechtlichen Status einer Abtei. Zum ersten Abt wurde Philip Anderson OSB ernannt, der das Kloster schon seit der Gründung als Prior geleitet hatte. Er betrachtet das streng kontemplative Leben in seinem Kloster, verbunden mit der klösterlichen Selbstversorgungswirtschaft und dem gregorianischen Gesang, als attraktives Angebot für anspruchsvolle junge Männer, die ein radikales religiöses Ideal kompromisslos verwirklichen wollen, und sieht sich durch das Wachstum seiner Gemeinschaft bestätigt. Der Konvent begann 1999 mit 9 Mönchen und 4 Konversen, hatte 2010 bereits 33 und 2014 insgesamt 44 Mitglieder, die aus der gesamten angelsächsischen Welt in das Kloster nach Oklahoma kamen. Subprior (stellvertretender Klosterleiter) war von 1999 bis zu seinem Tod am 15. November 2009 der französische Mönch François de Feydeau aus Fontgombault. Geplant ist, mit Vollendung des Klosterbaus ausreichend Raum für einen Konvent von ca. 60 Mönchen zu schaffen.
Etwa seit Mitte der 2010er Jahre siedeln sich in der Einöde rund um das Kloster immer öfter traditionalistische Aussteigerfamilien an, die der in ihren Augen dekadenten amerikanischen Alltagskultur entrinnen wollen und geistliche Anbindung an die traditionellen Benediktinermönche suchen. In der abgeschiedenen Gegend – der nächste Supermarkt in Tahlequah ist von Clear Creek aus mit dem Auto über einfache Landstraßen in knapp einer Stunde zu erreichen – versuchen sie als Selbstversorger von der Landwirtschaft zu leben. Hauptanziehungspunkt für diese Ansiedler ist die lateinische Messe der Patres im vorkonziliaren Ritus und der Wunsch, ihre Kinder fernab schädlicher gesellschaftlicher Einflüsse in einem geschlossenen, traditionell-katholischen Umfeld großziehen zu können. Abt Philip ermuntert die Menschen ausdrücklich zu diesem Abgrenzungsbestreben: “If we wish to save the souls of our children, we have to make some decisions” (Philip Anderson OSB, deutsch: „Wenn wir die Seelen unserer Kinder retten wollen, müssen wir bestimmte Entscheidungen treffen“).